# Samarija
Samarija (hebrejsko שומרון‎ [Šomron], arabsko سامريّون [Samarijun] ali ألسامرة [as-Samara]) je pokrajina v Izraelu. Samarija je bila tudi antično mesto, ki je bilo središče te pokrajine. Prebivalci Samarije se imenujejo Samarijani.
Pokrajina Samarija leži severozahodno od osrednje Judeje in južno od Galileje. Središče Samarije je mesto Nablus (arabsko: نابلس [Nablus, Nabulus], hebrejsko: שכם‎ [Šehem]).
V današnjem času se namesto imena Samarija pogosto uporablja izraz Zahodni breg reke Jordan.
Mesto Samarija je bilo nekaj časa glavno mesto izraelskega kraljestva. Mesto je ustanovil kralj Omri leta 876 pr. n. št. V grških virih je mesto omenjeno kot starogrško Σεβαστη [Sebaste]. Leta 722 pr. n. št. so mesto uničili Asirci. Pozneje je bilo mesto središče asirske, nato babilonske in nato perzijske pokrajine Samerina. Leta 107 pr. n. št. so mesto uničili Hasmonejci, pozneje pa ga je obnovil Herod Veliki. Po ustanovitvi mesta Neapolis (grško starogrško Νέα πόλις [Nea polis] = novo mesto, danes Nablus) v začetku 2. stoletja je mesto Samarija hitro izgubilo na pomenu.